# Mikołajewice (powiat sieradzki)
Mikołajewice – wieś w Polsce położona w województwie łódzkim, w powiecie sieradzkim, w gminie Warta. Wieś o charakterze letniskowym nad południowym skrajem zbiornika Jeziorsko, w odległości ok. 2 km od Warty.
W latach 1975–1998 miejscowość należała administracyjnie do województwa sieradzkiego.

## Historia
Znana od 1421 r. Na wysokim brzegu dawnego koryta Warty ruiny ziemiańskiego dworu z przełomu XVIII/XIX w. w otoczeniu resztek parku. Majątek ten do 1830 r. należał do Morawskich h. Korab (herb szlachecki), jego właścicielem był Teodor Morawski (1797–1879), urodzony w Mikołajewicach, publicysta, historyk i działacz polityczny, minister spraw zagranicznych w rządzie gen. Jana Krukowieckiego. W 1820 r. w wyniku działów spadkowych rodzeństwo Teodor i Konstancja z Morawskich Parczewska odstąpili Mikołajewice Teofilowi Morawskiemu (1793–1854), od 1826 r. posłowi na Sejm związanemu z grupą „Kaliszan”, ministrowi skarbu w Rządzie Narodowym. Po powstaniu majątek został skonfiskowany i na publicznej licytacji wykupiony przez Stanisława Chełmskiego. Po Chełmskim Mikołajewice trafiły w ręce Dąbrowskich, a od 1876 r. – Mazurkiewiczów. Ostatnimi właścicielami folwarku byli Wiesław Mazurkiewicz, sędzia pokoju w latach 1908–1924 i kurator szpitala dla umysłowo chorych w Warcie, i jego syn Władysław Wiesław Michał, który w 1939 r. walczył jako porucznik 7 pułku Strzelców Konnych Wielkopolskich i wydał w 1959 r. wspomnienia pt. Karabiny maszynowe naprzód. Stojący obok dworu do 1977 r. lamus o konstrukcji sumikowo-łętkowej przeniesiono do Parku Etnograficznego w Lednogórze pod Gnieznem.

## Zabytki
Według rejestru zabytków Narodowego Instytutu Dziedzictwa na listę zabytków wpisane są obiekty:
- zespół dworski, XVIII/XIX w.:
  - dwór, nr rej.: 1088/A z 1970 z 21.05.1982
  - spichrz, drewniany, nr rej.: 754 z 16.10.1969 (nie istnieje ?)
  - park, nr rej.: 293 z 8.02.1979